# Chantecoq
Pour les articles homonymes, voir Chantecoq (homonymie).
Chantecoq est une commune française, située dans le département du Loiret en région Centre-Val de Loire.
La prononciation gâtinaise de Chantecoq escamote le « q » final : Chanteco.

## Géographie

### Situation

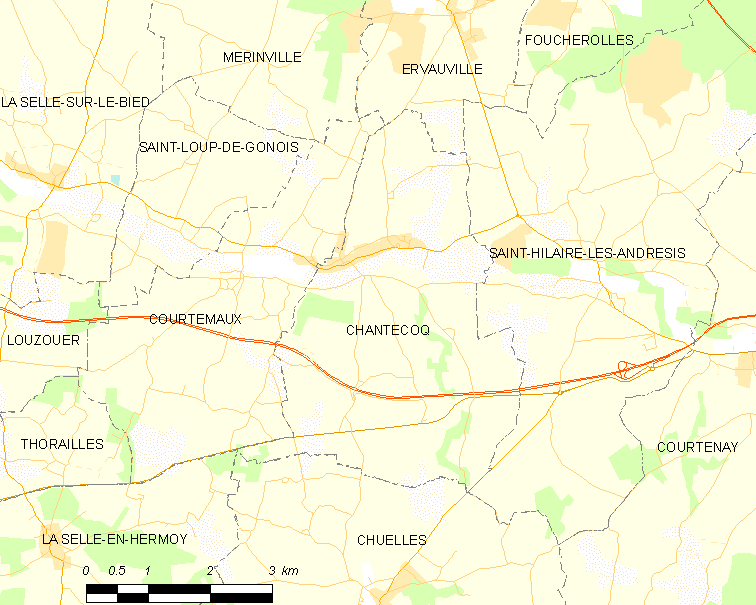
Carte de la commune de Chantecoq et des communes limitrophes

Chantecoq est le deuxième des cinq villages rencontrés sur la D 32 de Courtenay (8,5 km à l'est) à Ferrières-en-Gâtinais (14 km à l'ouest), après Saint-Hilaire-les-Andrésis et avant Courtemaux, La Selle-sur-le-Bied et Griselles. Montargis est à 23 km au sud-ouest et Sens à 36 km au nord-est, toutes deux sur la N60. Paris est à 130 km au nord-ouest par la A6 via l'échangeur de Courtenay.

### Paysages
La D 32 suit le cours de la Cléry depuis Courtenay jusqu'à Ferrières-en-Gâtinais. Le vieux bourg est bâti en longueur sur cette route, en rive droite et assez proche du lit majeur de la rivière ; les constructions plus récentes tendent à grimper le long du coteau nord, et le fond de vallée à hauteur de la rivière, plutôt large (300 m à Chantecoq), reste libre d'habitations, préservant ainsi ces dernières des inondations saisonnières.

### Géologie et relief

#### Géologie
La commune se situe dans le sud du Bassin parisien, le plus grand des trois bassins sédimentaires français. Cette vaste dépression, occupée dans le passé par des mers peu profondes et des lacs, a été comblée, au fur et à mesure que son socle s’affaissait, par des sables et des argiles, issus de l’érosion des reliefs alentours, ainsi que des calcaires d’origine biologique, formant ainsi une succession de couches géologiques.
Les couches affleurantes sur le territoire communal sont constituées de formations superficielles du Quaternaire et de roches sédimentaires datant du Cénozoïque, l'ère géologique la plus récente sur l'échelle des temps géologiques, débutant il y a 66 millions d'années, et du Mésozoïque, anciennement appelé Ère secondaire, qui s'étend de −252,2 à −66,0 Ma. Les plus anciennes sont de la craie blanche à silex remontant à la période Crétacé. Les plus récentes sont des alluvions récentes des lits mineurs remontant à l’époque Holocène de la période Quaternaire. Le descriptif de ces couches est détaillé dans  les feuilles « n°330 - Chéroy » et « n°366 - Courtenay » de la carte géologique au 1/50 000ème du département du Loiret, et leurs notices associées,.

Carte géologique de la commune

|  | Fz : | alluvions récentes des lits mineurs, Holocène                     |
|  | FC : | alluvions et colluvions du fond des vallées secondaires, Holocène |

|  | qCS : | colluvions à silex de versant, Quaternaires |
|  | qOE : | Limons et Loess, Quaternaire                |

|  | e4PN : | poudingue de Nemours, Paléocène-Éocène inférieur |

|  | e1-4Rc : | complexe argilo-sableux à silex = argiles à silex, Paléocène-Éocène inférieur |

|  | c4Cr : | craie blanche à silex, Santonien |

#### Relief
La superficie cadastrale de la commune publiée par l’Insee, qui sert de références dans toutes les statistiques, est de 15,93 km2,. La superficie géographique, issue de la BD Topo, composante du Référentiel à grande échelle produit par l'IGN, est quant à elle de 15,87 km2. L'altitude du territoire varie entre 115 m et 167 m.

### Hydrographie
La Cléry, affluent du Loing, traverse le territoire de la commune d'est en ouest, de même que les quatre voies routières principales.
Outre que la Cléry traverse la commune d'est en ouest comme déjà mentionné, elle y a marqué le paysage en creusant une vallée d'une profondeur moyenne d'une trentaine de mètres.
Son affluent en rive gauche le ru de la Vallée Saint-Jacques, qui vient de Chuelles au sud et se jette dans la Cléry sur Chantecoq, coupe en deux le plateau au sud de la commune avec sa vallée relativement profonde - près des Philippots l'altitude varie de 55 mètres en 90 mètres linéaires.
La commune est également bien fournie en plans d'eau :
Le plus grand étang, de 6,5 hectares environ, est dans l'ouest de la commune près de l'Ancien Moulin, dans le lit majeur de la Cléry et en rive gauche (au sud) de celle-ci. Il est au moins partiellement artificiel avec une levée sur tout son quart nord-ouest.
De l'autre côté de la commune en aval et toujours en rive gauche et dans le lit majeur de la Cléry, se succèdent neuf petits étangs allant d'environ 5 ares à plus ou moins 70 ares (plus deux autres de la même série mais sur Courtemaux, la commune voisine) ; ils suivent le cours d'un petit ru qui prend naissance quelque 70 m en amont du premier de ces étangs, coule parallèle à la Cléry qu'il rejoint peu après avoir passé le dernier des étangs de la série.
Hors de la vallée de la Cléry, à 130 mètres au sud des Marteaux se trouve un étang artificiel de plus de 2,5 hectares parallèle à la route des Marteaux.
Enfin, pratiquement chaque ferme a sa mare, plus ou moins grande.
Sauf rares exceptions, les boisements sont limités aux versants de vallées où les pentes sont les plus fortes, et au fond de vallée inondable de la Cléry. Dans la vallée du ru de la Vallée Saint-Jacques, les bois sont sur le versant Est, plus escarpé. Dans celle de la Cléry, tout le cours de la rivière est bordé d'arbres, taillis et bois (notamment autour des neuf petits étangs dans l'ouest de la commune) et entrecoupés de prairies (pas de champs).

### Lieux-dits et écarts
Depuis le bourg, une seule route dessert le nord de la commune ; c'est une petite départementale, qui a ici été appelée "route nord du bourg". Dans le bourg elle est appelée "rue des Abriarres". Toujours dans le bourg, la D 32 devient successivement la rue Blanche-de-Castille à l'ouest de la D 816 (route de Chuelles) et la rue de l'Alleaume à l'est de cette voie.
Les lieux-dits suivis d'une astérisque sont situés à l'écart de la route indiquée.
Le lotissement des Hauts de Chantecoq, d'une vingtaine d'habitations, a presque deux fois plus de maisons sur la commune de Courtemaux que sur celle de Chantecoq. Celui de la Croix Ferra réunit une douzaine de maisons.
A
- "L'Ancien Moulin"*,      N60 Montargis - Sens (par la Valetterie)

B
- Bel-Air,               Rue du Moulin
- Belle-Cour*,           Rte de Chuelles (D 816)
- Le Boutoir*,           N60 Montargis - Sens (D 2060)
- Les Boyers*,           Route nord du bourg
- Les Brouets,           Rte de Chuelles (D 816)

C
- La Châsse,             Rue Blanche de Castille (D32 vers
- Coinche,               Route nord du bourg
- La Cognarderie,        Rte de Chuelles (D 816)
- Les Coudrois,          Route des Marteaux
- Les Courillons,        Route nord du bourg
- La Croix Ferra* (lot.), Rue de la Croix Ferra

F
- Le Fréty*,             N 60 Montargis - Sens (D 2060)

G
- Les Gautrois,          N 60 Montargis - Sens (D 2060)
- Les Gilets*,           Rte de Chuelles (D 816)

H
- Les Haricots,          Rte de Chuelles (D 816)
- Les Hatteaux,          Rue du Moulin au Sud de la N60
- Les Hauts de Chantecoq (en partie) (lot.), route d'Ervauville
- Heurtebise,            Rue de l'Abbé Berton
- La Houblonnerie*,      N60 Montargis - Sens (D 2060)

M
- Le Marteau*,           N60 Montargis - Sens (D 2060)
- Les Marteaux,          Route des Marteaux (depuis les Nourris)
- Les Meuniers*,         Rte de Chuelles (D 816)
- Les Migeons,           Route nord du bourg

N
- Les Nourris,           Rte de Chuelles (D 816)

P
- Les Philippots,        Rue du Moulin

R
- La Ragerie,            N 60 Montargis - Sens (D 2060)
- Les Reverdis,          N 60 Montargis - Sens (D 2060)
- Les Roches*,           N 60 Montargis - Sens (D 2060)

S
- Les Singeons,          Rue du Moulin au sud de la N 60

T
- La Tuilerie,           N 60 Montargis - Sens (D 2060)

V
- La Valetterie*,        N 60 Montargis - Sens (D 2060)
- La Violette,           Rte de Chuelles (D 816)

### Climat
Pour des articles plus généraux, voir Climat du Centre-Val de Loire et Climat du Loiret.
En 2010, le climat de la commune est de type climat océanique dégradé des plaines du Centre et du Nord, selon une étude du CNRS s'appuyant sur une série de données couvrant la période 1971-2000. En 2020, Météo-France publie une typologie des climats de la France métropolitaine dans laquelle la commune est exposée à un climat océanique altéré et est dans la région climatique Nord-est du bassin Parisien, caractérisée par un ensoleillement médiocre, une pluviométrie moyenne régulièrement répartie au cours de l’année et un hiver froid (3 °C).
Pour la période 1971-2000, la température annuelle moyenne est de 10,8 °C, avec une amplitude thermique annuelle de 15,6 °C. Le cumul annuel moyen de précipitations est de 733 mm, avec 11,2 jours de précipitations en janvier et 7,6 jours en juillet. Pour la période 1991-2020, la température moyenne annuelle observée sur la station météorologique de Météo-France la plus proche, « Savigny/clairis », sur la commune de Savigny-sur-Clairis à 11 km à vol d'oiseau, est de 11,3 °C et le cumul annuel moyen de précipitations est de 732,3 mm,. Pour l'avenir, les paramètres climatiques de la commune estimés pour 2050 selon différents scénarios d'émission de gaz à effet de serre sont consultables sur un site dédié publié par Météo-France en novembre 2022.

### Milieux naturels et biodiversité

#### ZNIEFF
L’inventaire des zones naturelles d'intérêt écologique, faunistique et floristique (ZNIEFF) a pour objectif de réaliser une couverture des zones les plus intéressantes sur le plan écologique, essentiellement dans la perspective d’améliorer la connaissance du patrimoine naturel national et de fournir aux différents décideurs un outil d’aide à la prise en compte de l’environnement dans l’aménagement du territoire. Le territoire communal de Chantecoq ne comprend pas de ZNIEFF.

#### Natura 2000

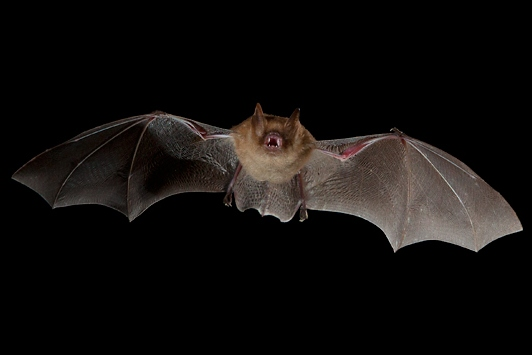
Vespertilion à oreilles échancrées.

Une marnière près du lieu-dit Bel-Air, au pied du coteau du ru Saint-Jacques (affluent de la Cléry) et proche du ru, sert de gîte d’hibernation pour des chauve-souris. Elle a été regroupée avec sept autres marnières de l'est du Loiret dans le même cas, cet ensemble de cinq sites ayant en 2013 été classé en Zone Spéciale de Conservation et le tout intégré au réseau Natura 2000.
La marnière de Chantecoq, de 32 m de profondeur pour 54 m de large, abritait en 2005 des vespertilions à oreilles échancrées (pas plus de 14 spécimens - en 1999 -, effectifs variables) ; des grands rhinolophes (un à deux individus, présente constante) ; et des grands murins. Un vespertilion de Bechstein y a été vu en 2002, absent depuis (l'espèce préfère hiberner dans des troncs d'arbres creux),.

## Histoire

### Préhistoire
Le territoire de Chantecoq était occupé à l'époque préhistorique comme en témoignent le polissoir et  le menhir de Coinche.

### Moyen Âge
Chantecoq fait partie de la seigneurie de Courtenay, qui est bordée au nord par la voie romaine de Sens à Orléans passant par Château-Landon ; au nord-ouest par les vicomtes du Gâtinais (Moret, Lorrez-le-Bocage) ; au nord-est par les vicomtes de Sens basés à Vallery ; à l'est par le cours de l'Yonne ; au sud par la seigneurie de Toucy et la famille de Donzy. Il fait donc partie du diocèse de Sens et du comté de Sens.
À la fin du XIIe siècle, Elisabeth, héritière de la seigneurie, épouse Pierre de France (Pierre Ier de Courtenay). Ce frère du roi Louis VII se trouve opportunément un "chasement" par ce mariage. Il était le seul de sa famille à ne pas avoir reçu un tire comtal. À la génération suivante, un riche mariage négocié par Philippe Auguste fait du fils de ce couple, Pierre II de Courtenay, l'époux en 1184 de Agnès Ire de Nevers comtesse héritière de Nevers, d'Auxerre et de Tonnerre. Un destin impérial s'offre à Pierre II, bientôt terni par la guerre qu'il perd face à son vassal Hervé de Donzy, qui exige de devenir son gendre.

### De domaine privé à domaine royal

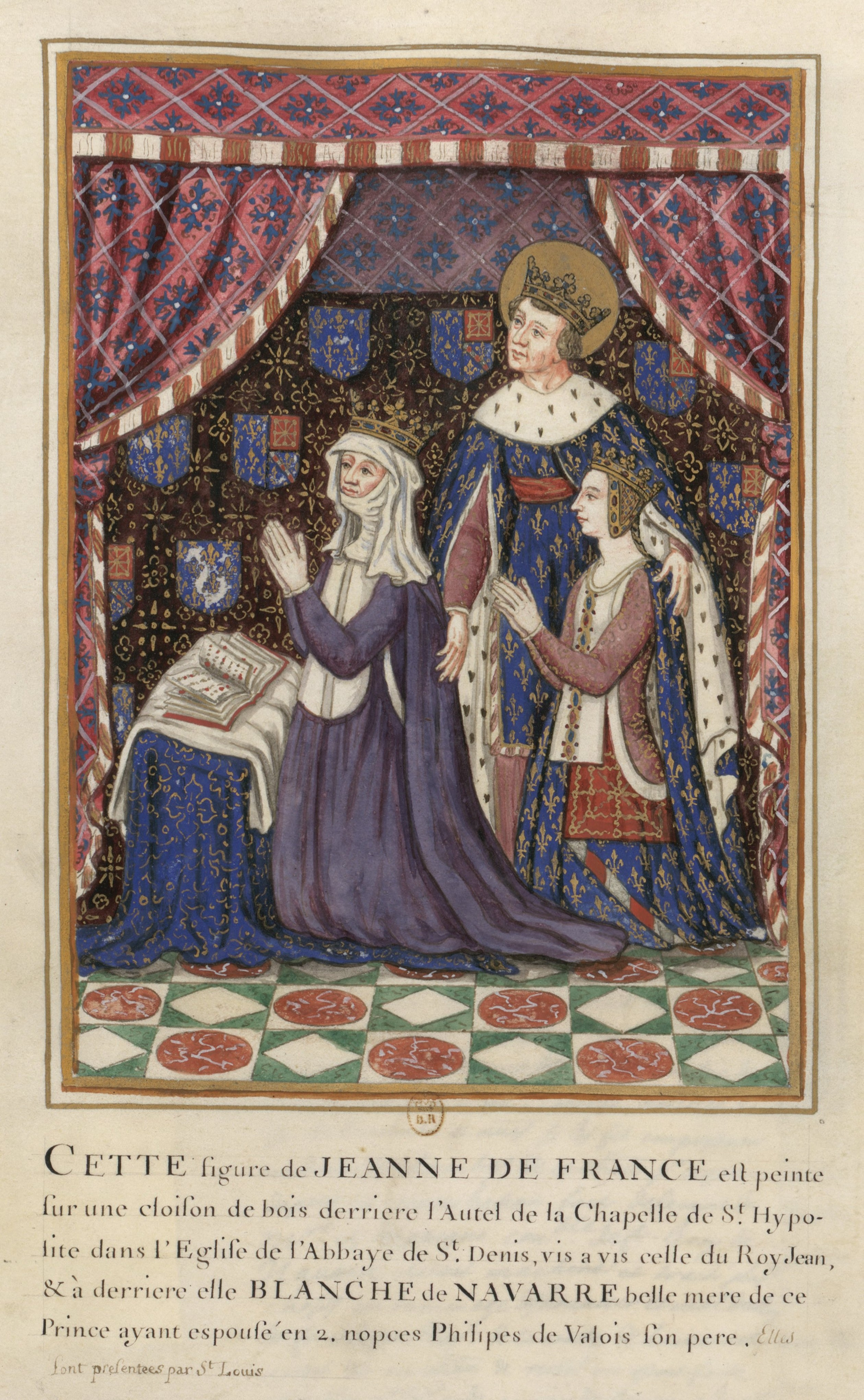
Philippe de Valois, Blanche de Navarre et leur fille Jeanne de France.

Charles de Valois et Catherine de Courtenay (Catherine de France) acquièrent les terres de Courtenay, Chantecoq et Piffonds en 1303. Après la mort de Catherine en 1307, leur fille Catherine de Valois-Courtenay devait en hériter. Mais lorsque son fils aîné Philippe de Valois épouse Jeanne de Bourgogne en 1313, Charles de Valois fait passer ces terres à Jeanne en les donnant tout d'abord à Philippe, qui à son tour assigne ces trois terres à sa femme — notant toutefois qu'elles sont sujettes à un droit de réversion, selon lequel il est dit que si le couple meurt sans enfant les terres reviendront aux héritiers de Philippe et non à ceux de Jeanne. Dans ce même contrat de mariage il est également dit que le prince de Tarente, Philippe Ier d'Anjou époux de Catherine de Valois-Courtenay, pourrait dans dix ans retirer cet héritage donné à Jeanne moyennant le paiement de 15 000 livres. Et parce que Catherine de Valois-Courtenay aurait dû hériter de ces terres, en 1318 Charles de Valois fait ratifier à cette dernière une charte de la même année signée de Philippe le Bel attestant ce partage.

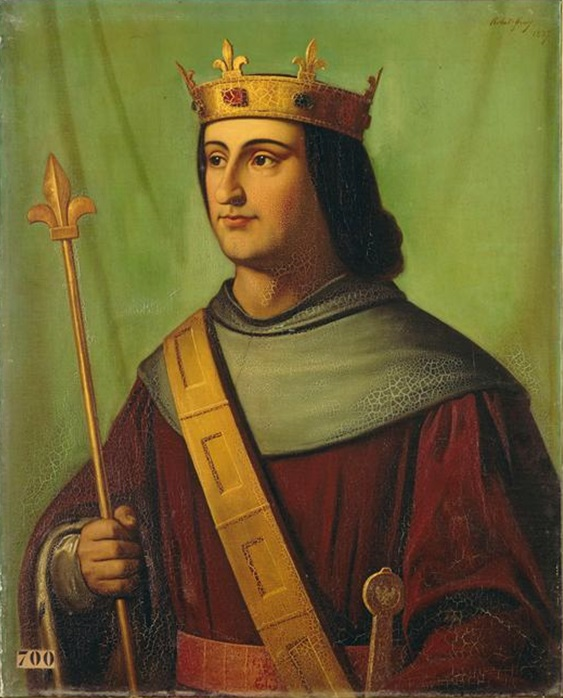
Philippe de Valois.

Au début du XIVe siècle, Courtenay, Piffonds et Chantecoq sont jusqu'alors un domaine privé dont Jeanne de Bourgogne ne possède que l'usufruit, la nue-propriété restant à son époux Philippe de Valois. Mais Philippe de Valois accède au trône en 1328, et les terres de Courtenay, Chantecoq et Piffonds passent alors dans le domaine royal.
Ces trois terres passent dans le domaine public des rois de Navarre au début du XVe siècle, plus précisément en 1408, dans le cadre d'un traité de paix en 1404 entre Charles VI de France et Charles III de Navarre : ce traité prévoyait de donner à Charles III de Navarre une rente de 12 000 livres ; or les propriétés cédées par le traité de 1404 (dont la ville de Nemours, érigée en duché pour l'occasion) ne suffisaient pas à couvrir cette somme. En 1408 des lettres patentes sont donc émises par le Conseil du roi, qui ajoutent Courtenay, Chantecoq et Piffonds aux propriétés attribuées à Charles III. Ces terres sont alors unies au duché de Nemours, cédé lui aussi par le même traité de 1404 à Charles III. Le tout est toujours grevé d'un droit de réversion : si le tenant des terres meurt sans enfant, les terres reviennent à la couronne. Leurs cessions futures sont donc sous forme d'apanage.

### Une possession royale contestée
Les enfants de Philippe de Valois devant un douaire à leur belle-mère Blanche de Navarre, ils lui donnent la jouissance de ces trois terres. Blanche est la première à tenter d'annuler le droit de réversion. Les terres sont ensuite occupées par des gendarmes sous la conduite d'un certain Jean d'Andrezel. Puis elles échoient en viager à Charles, duc de Normandie, fils aîné de Jean II de France et futur Charles V de France, pour être ensuite délaissées au profit de Jean de Mareuil en récompense de services. En 1395 elles sont attribuées à Isabeau de Bavière.
Ces terres étant passées au domaine royal de Navarre en 1408, Charles III en donne la pleine propriété en 1410 à son neveu Jean, duc de Bretagne, fils de Jeanne de Navarre. Les terres de Courtenay, Chantecoq et Piffonds sont alors dissociées du duché de Nemours qui sera pour sa part un apanage longtemps controversé. Charles V de France reçoit l'hommage pour les terres de Courtenay en 1414.
En 1420, Jean les donne à son frère Richard de Bretagne aussi appelé Richard d'Étampes, comte d'Étampes et de Vertus. Lorsque Catherine de Bretagne, fille de Richard d'Étampes et de Marguerite d'Orléans comtesse de Vertus, épouse en 1438 Guillaume VII de Chalon prince d'Orange, elle reçoit Courtenay en dot. Puis c'est leur fils Jean de Chalon, prince d'Orange, qui reçoit ces terres. Jean IV de Chalon les vend à Jean de Cottier, vice-président de la chambre des Comptes, qui les revend en 1485 à Antoine de Chabannes, comte de Dammartin. Son fils Jean de Chabannes en fait l'aveu au roi en l'an 1500 - aveu accepté comme venant d'un légitime propriétaire. Avoye de Chabannes, fille héritière de Jean de Chabannes, en fait don à sa nièce Françoise d'Anjou-Mézières (fille de sa sœur Antoinette de Chabannes, dame de St-Fargeau et de René d'Anjou-Mézières) quand cette dernière épouse Philippe III de Boulainvilliers en 1516, avec le comté de Dammartin, Courtenay, Champignelles, Piffonds, St-Maurice, et la moitié de Roussillon.
Anne de Boulainvilliers, comte de Courtenay en 1563 (avec les biens familiaux poyaudins), fils cadet de Philippe et Françoise d'Anjou-Mézières, va suivre le parti protestant, alors très à la mode dans l'aristocratie jusqu'en 1560. Dans le voisinage, Gaspard de Coligny tient Châtillon et Château-Renard. La belle-sœur de François Ier a fait de Montargis un refuge pour les plus marqués, chassés de la Cour. À Piffonds, Anne de Terrières, seigneur du lieu et avocat à Paris, connu pour ses provocations politiques (1555), accueille des proscrits. Quand la guerre civile est lancée à l'initiative des Huguenots lassés de leurs échecs successifs lors de coups de force (tentatives de rapt de la famille royale à Amboise en 1560 puis à Meaux en 1567, prise d'Orléans en 1562), Anne de Boulainvilliers se signale par ses cruautés envers les civils. Capturé, il sera exécuté par décapitation à Paris sans clémence royale.
En 1563, Charles IX érige Courtenay en comté, comme domaine privé. Les terres passent ensuite à la maison de Rambures. Charles de Rambures (1572-1633 ; petit-fils de Françoise d'Anjou-Mézières ci-dessus et mari de sa cousine Renée de Boulainvilliers-Courtenay) en porte l'hommage au roi en 1619.
En 1611 Jacques Delaguesse, Procureur Général du roi, obtient un arrêt selon lequel les terres de Courtenay, Chantecoq et Piffonds font partie des domaines royaux — ceci basé sur l'amalgame qu'il veut instituer entre ces terres et celles du duché de Nemours, ce dernier très controversé ; mais l'arrêt est révoqué en cour d'instance.

## Urbanisme

### Typologie
Au 1er janvier 2024, Chantecoq est catégorisée commune rurale à habitat dispersé, selon la nouvelle grille communale de densité à sept niveaux définie par l'Insee en 2022.
Elle est située hors unité urbaine et hors attraction des villes,.

### Occupation des sols
L'occupation des sols de la commune, telle qu'elle ressort de la base de données européenne d’occupation biophysique des sols Corine Land Cover (CLC), est marquée par l'importance des territoires agricoles (91,5 % en 2018), une proportion sensiblement équivalente à celle de 1990 (91,7 %). La répartition détaillée en 2018 est la suivante : 
terres arables (76,9 %), zones agricoles hétérogènes (14,6 %), forêts (5,9 %), zones urbanisées (2,6 %).
L’évolution de l’occupation des sols de la commune et de ses infrastructures peut être observée sur les différentes représentations cartographiques du territoire : la carte de Cassini (XVIIIe siècle), la carte d'état-major (1820-1866) et les cartes ou photos aériennes de l'IGN pour la période actuelle (1950 à aujourd'hui).

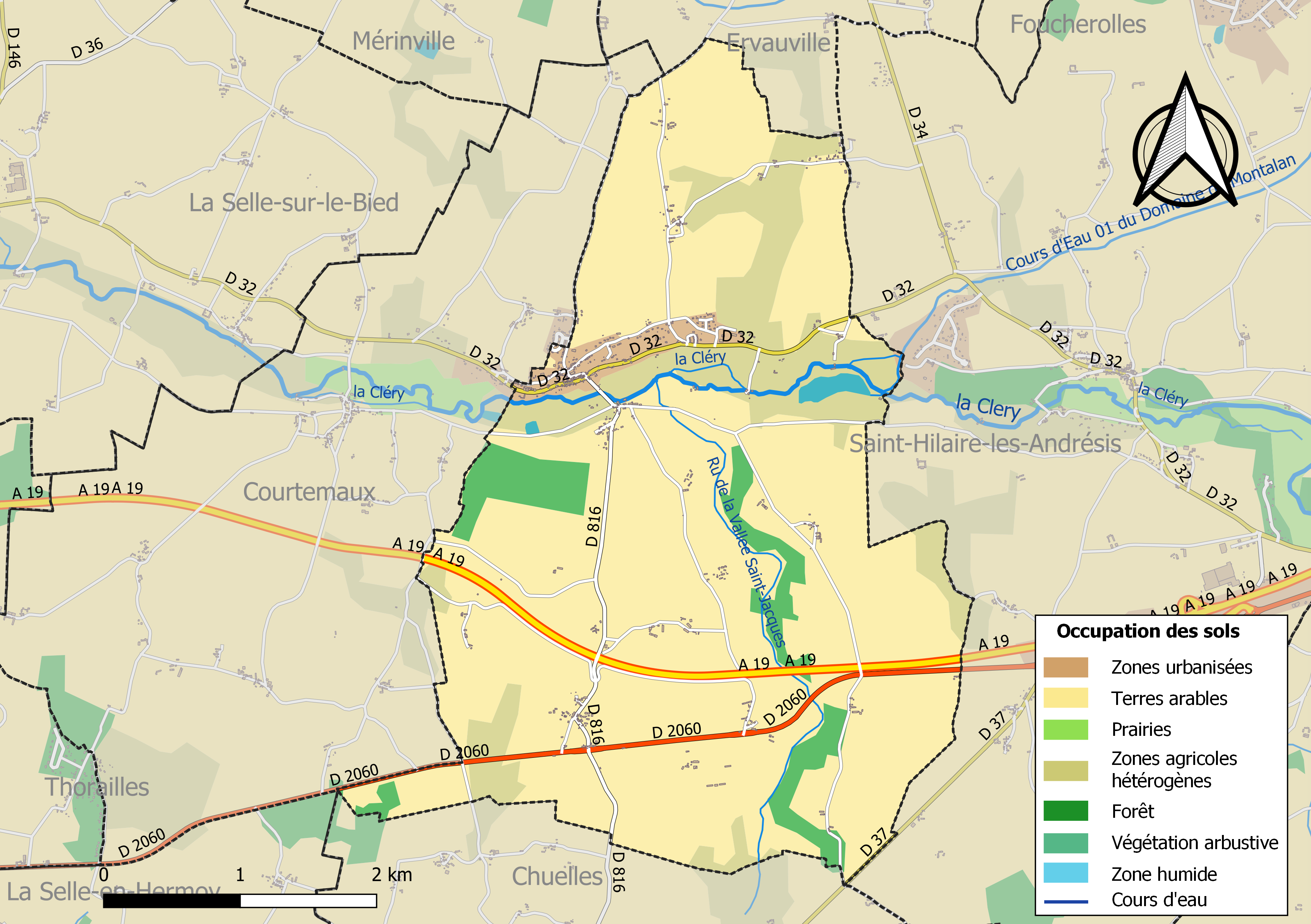
Carte des infrastructures et de l'occupation des sols de la commune en 2018 (CLC).
Carte orthophotographique de la commune en 2016.

### Planification
Chantecoq fait partie de la communauté de communes du Betz et de la Cléry créée le 22 décembre 2011 et entrée en vigueur le 1er janvier 2012. Parmi les diverses compétences attribuées à cette intercommunalité figure l'élaboration et le suivi du Plan local d'urbanisme intercommunal (PLUi) portant sur l'ensemble du territoire de la communauté de communes. Le document est approuvé par le conseil communautaire le 21 mai 2013. Pour répondre à l'obligation de mettre en conformité le PLUi avec la loi du 12 juillet 2010 dite « Grenelle II » et la loi pour l'accès au logement et un urbanisme rénové du 24 mars 2014, dite loi « Alur » mais aussi avec le schéma de cohérence territoriale du Montargois en Gâtinais et pour tenir compte de l'évolution du périmètre (Intégration de la commune de Saint-Loup-d'Ordon au 1er janvier 2015), l'assemblée prescrit la révision du PLUi par délibération du 10 février 2016.

### Voies de communication et transports

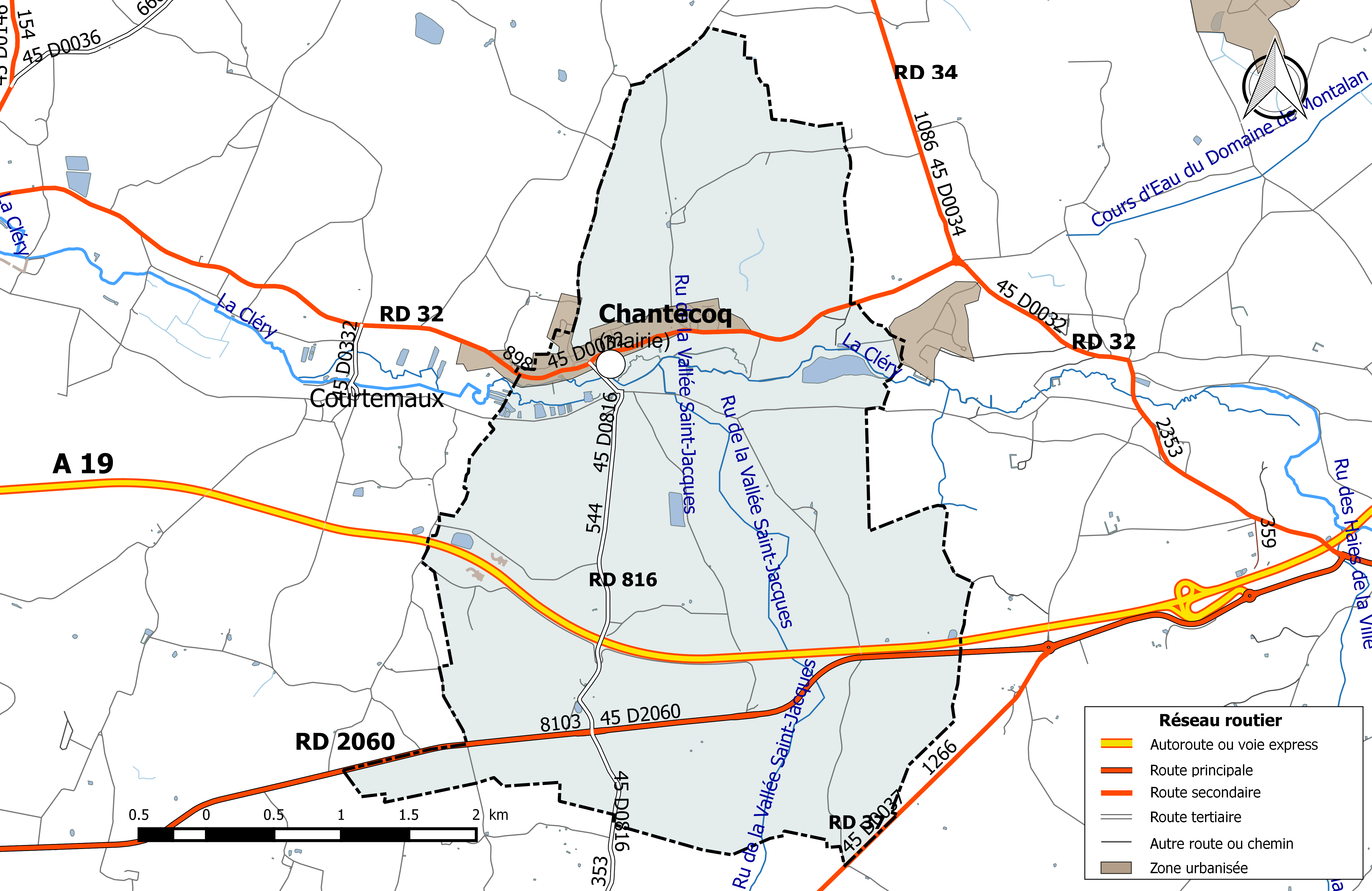
Réseau routier principal de la commune de Chantecoq (avec indication du trafic routier 2014).

#### Infrastructures routières
La commune est traversée par l'autoroute A19 et trois routes départementales : la RD 2060, la RD32 et la RD 816.
L'autoroute A19, mise en service en 2009, traverse la commune dans sa partie centrale mais n'a aucun échange avec son territoire. L'accès le plus proche à cette autoroute est l'échangeur de St Hilaire les Andrésis , situé à environ 6 km,.
La RD 2060 qui traverse la partie sud de la commune est l'ancienne RN 60 qui, à sa création, en 1824, succède à la Route impériale 172 et relie Briare à Angers par la rive droite de la Loire. En 2005, elle est déclassée dans sa totalité et transférée au département du Loiret par arrêté préfectoral du 22 décembre 2005, consécutivement au décret du 5 décembre 2005 qui définit la nouvelle consistance du réseau routier national et qui prévoit de maintenir dans le réseau routier national un nombre restreint de routes nationales. Elle est classée route à grande circulation et supporte en 2014, dans la section traversant la commune, un trafic de 8 103 véhicules/jour dont 2 172 poids lourds (27 %).
La RD 32 (898 véhicules/jour en 2014) relie Nargis à Courtenay et la RD 816 (544 véhicules/jour) relie la commune à Chuelles.
Complétant ces voies, la commune est sillonnée de plusieurs voies communales et chemins ruraux desservant ses fermes et hameaux et les bourgs environnants.

#### Transports en commun
Aucune ligne régulière du réseau Ulys, le réseau interurbain de transport par autocar du Conseil départemental du Loiret, ne dessert la commune. Par contre la commune bénéficie du service Ulys Proximité qui emmène les usagers de la commune vers un arrêt desservi par la ligne régulière la plus proche. À compter du 1er janvier 2017, la compétence des services de transports routiers interurbains, réguliers et à la demande est transférée des départements aux régions, et donc localement du département du Loiret à la région Centre-Val de Loire, consécutivement à la loi NOTRe du 7 août 2015.

#### Circulation douce et chemins piétons
Le sentier de grande randonnée GR 132 traverse la commune d'est en ouest, traversant la Cléry par le pont de la D32 dans le bourg. À l'ouest de Chantecoq, le sentier suit le coteau nord (rive droite), passant les Nourris, le ru de la Vallée Saint-Jacques et la chapelle Saint-Denis ; à l'est, il suit le haut du coteau sud (rive gauche), passant dans le bourg par la rue de l'Ancien-Château.

### Risques naturels et technologiques
La commune de Chantecoq est vulnérable à différents aléas naturels : climatiques (hiver exceptionnel ou canicule), mouvements de terrain ou sismique (sismicité très faible).
Elle est également exposée à un risque technologique : le risque de transport de matières dangereuses
.
Entre 1989 et 2019, cinq arrêtés ministériels ayant porté reconnaissance de catastrophe naturelle ont été pris pour le territoire de la commune : trois  pour des inondations et coulées de boue et deux pour des mouvements de terrain.

#### Risques naturels
Le territoire de la commune peut être concerné par un risque d'effondrement de cavités souterraines non connues. Une cartographie départementale de l'inventaire des cavités souterraines et des désordres de surface a été réalisée. Il a été recensé sur la commune plusieurs effondrements de cavités.
Par ailleurs le sol du territoire communal peut faire l'objet de mouvements de terrain liés à la sécheresse. Le phénomène de retrait-gonflement des argiles est la conséquence d'un changement d'humidité des sols argileux. Les argiles sont capables de fixer l'eau disponible mais aussi de la perdre en se rétractant en cas de sécheresse. Ce phénomène peut provoquer des dégâts très importants sur les constructions (fissures, déformations des ouvertures) pouvant rendre inhabitables certains locaux. Celui-ci a particulièrement affecté le Loiret après la canicule de l'été 2003. Une grande partie du territoire de la commune est soumise à un aléa « moyen » face à ce risque, selon l'échelle définie par le Bureau de recherches géologiques et minières (BRGM).
Depuis le 22 octobre 2010, la France dispose d’un nouveau zonage sismique divisant le territoire national en cinq zones de sismicité croissante. La commune, à l’instar de l’ensemble du département, est concernée par un risque très faible.

#### Risques technologiques
La commune est exposée au risque de transport de matières dangereuses, en raison du passage sur son territoire d'une canalisation de gaz et d'itinéraires routiers structurants supportant un fort trafic (l'autoroute A19 et la route départementale D2060),.

## Politique et administration

### Découpage territorial

#### Bloc communal: Commune et intercommunalités
La paroisse et bourg de Chantecoq acquiert le statut de municipalité avec le  décret du 12 novembre 1789 de l'Assemblée Nationale puis celui de « commune », au sens de l'administration territoriale actuelle, par le décret de la Convention nationale du 10 brumaire an II (31 octobre 1793). Il faut toutefois attendre la loi du 5 avril 1884 sur l'organisation municipale pour qu'un régime juridique uniforme soit défini pour toutes les communes de France, point de départ de l’affirmation progressive des communes face au pouvoir central.
Aucun événement de restructuration majeure du territoire, de type suppression, cession ou réception de territoire, n'a affecté la commune depuis sa création.
La commune de Chantecoq n'appartient à aucune intercommunalité à fiscalité propre jusqu'en 2011 et fait partie, à cette date, des 68 communes du Loiret dites « isolées ». Elle adhère à la communauté de communes du Betz et de la Cléry lors de la création de cette intercommunalité par arrêté du 22 décembre 2011 avec effet au 1er janvier 2012,. La commune appartient à d'autres établissements publics de coopération intercommunale, de type syndicats ou autres regroupements intercommunaux. Le découpage territorial de ces structures est en constante évolution dans une perspective de rationalisation et d'efficience des services.
Le  1er janvier 2017, la communauté de communes du Betz et de la Cléry (CCBC) et la communauté de communes de Château-Renard (CCCR) fusionnent pour donner naissance à la communauté de communes de la Cléry, du Betz et de l'Ouanne (3CBO). À l’occasion de cette fusion, le Syndicat d’Aménagement Rural (SAR) de Château-Renard et Courtenay, totalement inclus dans le périmètre de la 3CBO, fait partie intégrante de la nouvelle entité créée.

#### Circonscriptions de rattachement
Sous l'Ancien Régime, à la veille des États généraux de 1789, la paroisse de Chantecoqétait rattachée sur le plan ecclésiastique de l'ancien diocèse de Sens et sur le plan judiciaire au bailliage de Montargis.
La loi du 22 décembre 1789 divise le pays en 83 départements découpés chacun en six à neuf districts eux-mêmes découpés en cantons regroupant des communes. Les districts, tout comme les départements, sont le siège d’une administration d’État et constituent à ce titre des circonscriptions administratives. La commune de Chantecoq est alors incluse dans le canton de Courtenay, le district de Montargis et le département du Loiret.
La recherche d’un équilibre entre la volonté d’organiser une administration dont les cadres permettent l’exécution et le contrôle des lois d’une part, et la volonté d’accorder une certaine autonomie aux collectivités de base (paroisses, bourgs, villes) d’autre part, s’étale de 1789 à 1838. Les découpages territoriaux évoluent ensuite au gré des réformes visant à décentraliser ou recentraliser l'action de l'État. La régionalisation fonctionnelle des services de l'État (1945-1971) aboutit à la création de régions. L'acte I de la décentralisation de 1982-1983 constitue une étape importante en donnant l'autonomie aux collectivités territoriales, régions, départements et communes. L'acte II intervient en 2003-2006, puis l'acte III en 2012-2015. Parallèlement l'État se réforme périodiquement. La réforme de l’administration territoriale de l’État (RéATE), entrée en vigueur au 1er janvier 2010 et issue de la révision générale des politiques publiques (RGPP) est une des grandes réformes visant à simplifier l'organisation de l’État.
Le tableau suivant présente les rattachements, au niveau infra-départemental, de la commune de Chantecoq aux différentes circonscriptions administratives et électorales ainsi que l'historique de l'évolution de leurs territoires.
| Circonscription             | Nom                | Dernière période | Type de circonscription      | Évolution du découpage territorial |
| --------------------------- | ------------------ | ---------------- | ---------------------------- | --- |
| District                    | Montargis          | 1790-1795        | Administrative               | La commune est rattachée au district de Montargis de 1790 à 1795,. La Constitution du 5 fructidor an III, appliquée à partir de vendémiaire an IV (1795) supprime les districts, rouages administratifs liés à la Terreur, mais maintient les cantons qui acquièrent dès lors plus d'importance. |
| Canton                      | Courtenay          | 1790-1801        | Administrative et électorale | En 1790, lors de la création des cantons, districts et départements, la commune de Chantecoq est rattachée au canton de Courtenay. Les cantons sont supprimés, en tant que découpage administratif, par une loi du 26 juin 1793, et ne conservent qu'un rôle électoral. Ils permettent l’élection des électeurs du second degré chargés de désigner les députés. Ils acquièrent une fonction administrative avec la disparition des districts en 1795. |
| Canton                      | Courtenay          | 1801-2015        | Administrative et électorale | Sous le Consulat, un redécoupage territorial visant à réduire le nombre de justices de paix ramène le nombre de cantons dans le Loiret de 59 à 31. Chantecoq est alors rattachée au canton de Courtenay par arrêté du 9 vendémiaire an X (30 septembre 1801),. |
| Canton                      | Courtenay          | 2015-            | Électorale                   | La loi du 17 mai 2013 et ses décrets d'application publiés en février et mars 2014 introduisent un nouveau découpage territorial pour les élections départementales. La commune est alors rattachée au canton de Courtenay. Depuis cette réforme, plus aucun service de l'État n'exerce sa compétence sur un territoire s'appuyant sur le nouveau découpage cantonal. Le canton a disparu en tant que circonscription administrative de l'État ; il est désormais uniquement une circonscription électorale destinée à l'élection d'un binôme de conseillers départementaux siégeant au conseil départemental. |
| Arrondissement              | Montargis          | 1801-            | Administrative               | Chantecoq est rattachée à l'arrondissement de Montargis depuis sa création en 1801,. |
| Circonscription législative | 4e circonscription | 2010-            | Électorale                   | Lors du découpage législatif de 1986, le nombre de circonscriptions législatives passe dans le Loiret de 4 à 5. Un nouveau redécoupage intervient en 2010 avec la loi du 23 février 2010. En attribuant un siège de député « par tranche » de 125 000 habitants, le nombre de circonscriptions par département varie désormais de 1 à 21,. Dans le Loiret, le nombre de circonscriptions passe de cinq à six. La réforme n'affecte pas Chantecoq qui reste rattachée à la quatrième circonscription. |

#### Collectivités de rattachement
La commune de Chantecoq est rattachée au département du Loiret et à la région Centre-Val de Loire, à la fois circonscriptions administratives de l'État et collectivités territoriales.

### Politique et administration municipales

#### Conseil municipal et maire
Depuis les élections municipales de 2014, le conseil municipal  de Chantecoq, commune de moins de 1 000 habitants, est élu au scrutin majoritaire plurinominal à deux tours, les électeurs pouvant modifier les listes, panacher, ajouter ou supprimer des candidats sans que le vote soit nul, pour un mandat de six ans renouvelable. Il est composé de 15 membres. L'exécutif communal, est constitué par le maire, élu par le conseil municipal, parmi ses membres, pour un mandat de six ans, c'est-à-dire pour la durée du mandat du conseil.
| Période                                  | Période         | Identité             | Étiquette | Qualité                                  |
| ---------------------------------------- | --------------- | -------------------- | --------- | ---------------------------------------- |
| 1792                                     |                 | Etienne Guérinet     |           |                                          |
| 9 décembre 1792                          |                 | Simon Rousseau       |           |                                          |
| 10 nivôse an III                         |                 | Edme Couturier       |           |                                          |
| 6 fructidor an VIII                      |                 | Etienne Guérinet     |           |                                          |
| 14 mars 1813                             |                 | Edme Bruand          |           |                                          |
| 1849                                     |                 | Jean-Baptiste Narmes |           |                                          |
| 1865                                     |                 | Thevenot             |           |                                          |
| 1871                                     |                 | Louis Albot          |           |                                          |
| 1874                                     |                 | Thevenot             |           |                                          |
| 2 juillet 1876                           |                 | Louis Albot          |           |                                          |
| 1893                                     |                 | Pierre Lepage        |           |                                          |
| 20 mai 1900                              |                 | Louis Pinotte        |           |                                          |
| 8 novembre 1906                          |                 | Virgile Delassonais  |           |                                          |
| ...                                      | ...             | ...                  |           |                                          |
| ...                                      | ...             | Eugène Lepage        |           |                                          |
| 19 mai 1945                              | 31 octobre 1958 | Octave Lepage        |           |                                          |
| 31 octobre 1958                          | 2 novembre 1969 | Georges Beaudenon    |           |                                          |
| 2 novembre 1969                          | 14 mars 2008    | Roger Gauthier       |           |                                          |
| 14 mars 2008                             | En cours        | Jean-Pierre Lapène,  |           | Retraité de l'enseignement, Ancien cadre |
| Les données manquantes sont à compléter. |                 |                      |           |                                          |

## Équipements et services

### Environnement

#### Gestion des déchets
En 2016, la commune est membre du syndicat d'aménagement rural (SAR) des cantons de Courtenay et Château-Renard. Celui-ci assure la collecte et le traitement des ordures ménagères résiduelles en porte à porte, des emballages ménagers recyclables, des journaux-magazines et du verre en points d’apport volontaire. Un réseau de trois déchèteries accueille les encombrants et autres déchets spécifiques (déchets verts, déchets dangereux, gravats, ferrailles, cartons, cartouches/capsules, déchets dangereux). La déchèterie la plus proche est située sur la commune de Courtenay. Le SAR n’assure pas le traitement, ni la valorisation des déchets collectés qui sont effectués par le SMIRTOM et différents prestataires. Le SMIRTOM de Montargis procède à l'élimination et la valorisation énergétique des déchets ménagers dans l'unité d'Amilly, construite en 1969. Une convention de délégation du service public de traitement a été conclue en 2013 avec la société Novergie Centre, filiale énergie du Groupe Suez pour la valorisation énergétique des déchets.
Depuis le 1er janvier 2017, la « gestion des déchets ménagers » ne fait plus partie des compétences de la commune mais est une compétence obligatoire de la communauté de communes de la Cléry, du Betz et de l'Ouanne (3CBO) en application de la loi NOTRe du 7 août 2015. À l'occasion de la création de la 3CBO, le Syndicat d’Aménagement Rural (SAR) de Château-Renard et Courtenay, totalement inclus dans le périmètre de cette nouvelle structure, est dissout par arrêté préfectoral du 28 décembre 2016 et les personnels, biens et équipements font désormais partie intégrante de la nouvelle communauté de communes.

#### Production et distribution d'eau
Le service public d’eau potable est une compétence obligatoire des communes depuis l’adoption de la loi du 30 décembre 2006 sur l’eau et les milieux aquatiques. Au 31 décembre 2016, la production et la distribution de l'eau potable sur le territoire communal sont assurées par le syndicat des eaux de la Cléry et du Betz, un syndicat créé en 2013 desservant quinze communes : Bazoches-sur-le-Betz, Le Bignon-Mirabeau, Chantecoq, La Chapelle-Saint-Sépulcre, Chevannes, Chevry-sous-le-Bignon, Chuelles, Courtemaux, Ervauville, Foucherolles, Griselles, Louzouer, Mérinville, Pers-en-Gâtinais, Rosoy-le-Vieil, Saint-Hilaire-les-Andrésis, Saint-Loup-de-Gonois, La Selle-en-Hermoy, La Selle-sur-le-Bied et Thorailles, la commune elle-même.
La loi NOTRe du 7 août 2015 prévoit que le transfert des compétences « eau et assainissement » vers les communautés de communes sera obligatoire à compter du 1er janvier 2020. Le transfert d’une compétence entraîne  de  facto la mise à disposition gratuite de plein droit des biens, équipements et services publics utilisés, à la date du transfert, pour l'exercice de ces compétences et la substitution de la communauté dans les droits et obligations des communes,.

#### Assainissement
La compétence assainissement, qui recouvre obligatoirement la collecte, le transport et l’épuration des eaux usées, l’élimination des boues produites, ainsi que le contrôle des raccordements aux réseaux publics de collecte, est assurée  par la commune elle-même.
La commune est raccordée à une station d'épuration située sur le territoire communal, mise en service le 1er janvier 1981 et dont la capacité nominale de traitement est de  583 EH, soit 87 m3/jour. Cet équipement utilise un procédé d'épuration biologique dit « à boues activées »,.
L’assainissement non collectif (ANC) désigne les installations individuelles de traitement des eaux domestiques qui ne sont pas desservies par un réseau public de collecte des eaux usées et qui doivent en conséquence traiter elles-mêmes leurs eaux usées avant de les rejeter dans le milieu naturel. Le Syndicat mixte d'Aménagement Rural des cantons de Courtenay et de Château-Renard a créé un service public d'assainissement non collectif (SPANC) qui a pour missions la vérification de la conception et de l’exécution des ouvrages pour les installations neuves ou réhabilitées et la vérification périodique du bon fonctionnement et de l’entretien des installations existantes,. Depuis le 1er janvier 2017, le SPANC est assuré par la 3CBO, dont la création a été accompagnée de la dissolution du Syndicat d’Aménagement Rural (SAR) de Château-Renard et Courtenay.

## Population et société

### Démographie
L'évolution du nombre d'habitants est connue à travers les recensements de la population effectués dans la commune depuis 1793. Pour les communes de moins de 10 000 habitants, une enquête de recensement portant sur toute la population est réalisée tous les cinq ans, les populations de référence des années intermédiaires étant quant à elles estimées par interpolation ou extrapolation. Pour la commune, le premier recensement exhaustif entrant dans le cadre du nouveau dispositif a été réalisé en 2006.
En 2022, la commune comptait 516 habitants, en évolution de +4,03 % par rapport à 2016 (Loiret : +1,89 %, France hors Mayotte : +2,11 %).
| 1793 | 1800 | 1806 | 1821 | 1831 | 1836 | 1841 | 1846 | 1851 |
| ---- | ---- | ---- | ---- | ---- | ---- | ---- | ---- | ---- |
| 510  | 425  | 483  | 507  | 593  | 595  | 587  | 631  | 675  |

| 1856 | 1861 | 1866 | 1872 | 1876 | 1881 | 1886 | 1891 | 1896 |
| ---- | ---- | ---- | ---- | ---- | ---- | ---- | ---- | ---- |
| 700  | 697  | 704  | 658  | 641  | 644  | 643  | 668  | 647  |

| 1901 | 1906 | 1911 | 1921 | 1926 | 1931 | 1936 | 1946 | 1954 |
| ---- | ---- | ---- | ---- | ---- | ---- | ---- | ---- | ---- |
| 593  | 617  | 581  | 520  | 482  | 474  | 471  | 447  | 418  |

| 1962 | 1968 | 1975 | 1982 | 1990 | 1999 | 2006 | 2011 | 2016 |
| ---- | ---- | ---- | ---- | ---- | ---- | ---- | ---- | ---- |
| 381  | 347  | 322  | 358  | 355  | 406  | 477  | 528  | 496  |

| 2021 | 2022 | - | - | - | - | - | - | - |
| ---- | ---- | - | - | - | - | - | - | - |
| 505  | 516  | - | - | - | - | - | - | - |

## Culture locale et patrimoine

### Lieux et monuments
- Polissoirs et menhir de Coinche, site mégalithique classé monument historique en 1986

### Personnalité liée à la commune
- Firmin Maglin (1867-1946), peintre, y vécut.
- Erick Mombaerts, joueur puis entraineur de football français, est né à Chantecoq en 1955.

### Héraldique
| Blason de Chantecoq | Blason  | D'or au coq de gueules accompagné de quatre tourteaux du même. |
| Blason de Chantecoq | Détails | Blason adopté le 24 septembre 2004.                            |